# Section d'histoire et d'archéologie de l'IEC
La Section d'histoire et d'archéologie (en catalan : Secció Històrico-Arqueològica) est l'une des cinq sections de l'Institut d'Estudis Catalans (IEC) et l'une des trois premières créées par l'Institut en 1911, avec la Section de philologie et la Section des sciences (section aujourd'hui remplacée par trois sections). La Section d'histoire et d'archéologie se consacre à l'histoire et l'archéologie dans les Pays catalans, à l'histoire littéraire, à l'histoire des arts, à l'histoire du droit, etc.

## Historique
La section d'histoire et d'archéologie de l'IEC a été fondée en 1911, quatre ans après la création de l'Institut, afin de renforcer les recherches historiques liées aux territoires de culture catalane.
La section publie des rapports et des avis sur les blasons municipaux, les drapeaux et les biens d'intérêt culturel en Catalogne.
Les recherches effectuées concernent l'histoire littéraire, l'histoire des arts, l'histoire du droit, entendu dans son sens le plus large et sur l'ensemble des territoires des Pays catalans.
Elle a également comme objectif de protéger les principales archives et bibliothèques qui présentent un intérêt historique ou littéraire.
Grâce à son service de recherche (Servei d'Investigacions) plusieurs sites (grottes, nécropoles, peintures rupestres, ruines romaines, villages préhistoriques ou ibères, etc.) ont été fouillés et étudiés, dans différents lieux (Capellades, Centelles, Puig Castellar, Olèrdola, Ribes, Rubí, Sabadell, Sant Feliu de Guíxols, Sant Martí Sarroca, Tarragone, Terrassa et Vilassar).

## Organisation et moyens
La section s'appuie en particulier sur le bureau d'évaluation historique (Oficina d’Assessorament Històric).
Plusieurs sociétés filiales dépendent de la Section d'histoire et d'archéologie : les Amics de l'Art Romànic, la Societat Catalana d'Estudis Hebraics, la Societat Catalana d'Estudis Històrics, la Société catalane d'études liturgiques (ca), la Société catalane d'études numismatiques (ca) et la Société catalane de musicilogie (ca).
Depuis 2014, le président de la Section est Josep Massot (ca) et le vice-président est Albert Balcells (ca) (ancien président de 1998 à 2006).

## Présidents et vice-présidents
- Antoni Rubió (ca) (1911-1915), premier président.
- Josep Puig i Cadafalch (1915-1939), président.
- Interruption des travaux : 1939-1942.
- Josep Puig i Cadafalch (1942-1956), président.
- x ?
- Joan Ainaud de Lasarte (1978-1982), président.
- x ?
- Pere de Palol (ca) (1989-1995), président.
  - Manuel Mundó (ca) (1989-1995), vice-président.
- Manuel Mundó (ca) (1995-1998), président.
  - Albert Balcells (ca) (1995-1998), vice-président.
- Albert Balcells (ca) (1998-2006), président.
  - Manuel Mundó (ca) (1998-2001), vice-président.
- Maria Teresa Ferrer (2006-2014), présidente.
  - Josep Massot (ca) (2006-2014), vice-président.
- Josep Massot (ca) (2014-), président.
  - Albert Balcells (ca) (2014-), vice-président.

### Sources et bibliographie
- (ca) Miquel Coll, Història, t. 1, Publicacions de l'Abadia de Montserrat, coll. « Textos i Estudis de Cultura Catalana », mars 1992, 474 p. (ISBN 978-84-7826-299-1, lire en ligne)
  - (ca) Miquel Coll, Història, t. 2, Publicacions de l'Abadia de Montserrat, coll. « Textos i Estudis de Cultura Catalana », novembre 1992, 558 p. (ISBN 978-84-7826-361-5, lire en ligne)